# Universidad de las Hespérides
La Universidad de las Hespérides (abreviada como .h) es una universidad privada y digital española, con programas en economía, negocios, emprendimiento, derecho y relaciones internacionales propiedad de la mercantil Universidad Libre de Canarias S.L.
Su catálogo académico incluye doce títulos universitarios oficiales, tales como grados en Administración y Dirección de Empresas, Derecho, Economía, Finanzas, Emprendimiento, Relaciones Internacionales , y másteres en Econnomía, MBA, Dirección de Empresas de Servicios Turísticos y Marketing Digital. Aunque predomina el aprendizaje digital, tiene instalaciones en Las Palmas de Gran Canaria y Santa Cruz de Tenerife.

## Historia
Fue constituida el 29 de julio de 2016 en Las Palmas de Gran Canaria por el Centro de Estudios Superiores de Madrid Manuel Ayau para crear, desarrollar y explotar enseñanzas universitarias en forma online, en las que se impartan todas o algunas de las enseñanzas y niveles permitidos por la legislación española tanto de grado como de postgrado incluidos tanto másteres como títulos propios.
Fue autorizada por la Consejería de Educación, Universidades, Cultura y Deportes del Gobierno de Canarias tras su reconocimiento mediante Ley 9/2019, de 9 de abril, e inició su actividad académica en marzo de 2023.